# Mario Gangi
Mario Gangi (Roma, 10 maggio 1923 – Roiate, 15 febbraio 2010) è stato un chitarrista italiano.

## Biografia

### Formazione
Nato a Roma il 10 maggio 1923, è stato allievo di chitarra del padre Alfredo (valente interprete di chitarra, contrabbasso e banjo in diverse orchestre jazz degli anni ‘30). Si diploma presso il Conservatorio di Santa Cecilia: prima in armonia principale, con il maestro Cesare Dobici, e poi in contrabbasso, con il massimo dei voti, con Isaia Billé.
Ha inizialmente affiancato l'attività di contrabbassista nell'orchestra della radio italiana a quella di chitarrista, finendo poi per privilegiare quest'ultima.

### Interprete
Ha intrapreso sin da ragazzo la carriera chitarristica, esibendosi dal vivo ai microfoni dell'EIAR. Ha dato concerti in tutto il mondo: in Europa, in America, in Australia e in Giappone, dove ha tenuto due serie di concerti dal 1980 al 1985.
Nel 1954 ha eseguito, in prima esecuzione, il Concerto dell'Argentarola per chitarra e orchestra di Ennio Porrino, a lui dedicato. Ha suonato la prima esecuzione di Nunc di Goffredo Petrassi (Suoni Notturni, del medesimo compositore, è stato registrato in prima esecuzione per la Rai da Alvaro Company, 1960 Archivi Rai) ed è stato il primo esecutore e revisore in tempi moderni del Concerto op.30 di Mauro Giuliani. Ha tenuto la prima esecuzione, con l'orchestra della Filarmonica di Berlino, dell'Ode super Chrysea Phorminx di Roman Vlad. Ha suonato a lungo con il Quartetto d'Archi dell'Accademia di Santa Cecilia.
Ha inciso principalmente per le case RCA Victor e Fonit Cetra.

### Docente
Ha pubblicato un Metodo per chitarra in tre volumi (ed. Ricordi) e insegnato nei conservatori di Napoli e di Roma. A Roma è stato affiancato nel 1975 dal suo ex allievo e collaboratore Carlo Carfagna, assieme al quale ha istituito la "Scuola romana di Santa Cecilia". Tra i suoi allievi, oltre a Carlo Carfagna, Gianmaria Fontanella, Pasqualino Garzia, Mario Quattrocchi, Guglielmo Papararo, Gerardo Tarallo (periodo napoletano di San Pietro a Majella), Bruno Battisti D'Amario, Antonio De Rose, Filippo Rizzuto, Angelo Ferraro, Girolamo Gilardi (primo periodo romano), Fausto Cigliano, Federico Verdoliva, Carlo Marchione, Stefano Cardi, Savino Romagnuolo, Lorenzo Pietrandrea, Luigi Sini, Paolo Bontempi, Adriano Rullo, James Demby, Giandomenico Anellino, Daniele Bonaviri, Nicola Daniele, Francesco Daniele (periodo della Scuola Romana di Santa Cecilia).
Ha presentato la trasmissione televisiva Chitarra amore mio (1965) insieme al chitarrista Franco Cerri e poi, con lo stesso Cerri, ha pubblicato il Corso di chitarra in fascicoli (prima edizione nel 1982 dalla Fratelli Fabbri Editori seguita successivamente da quattro ristampe). Nel 1982, sempre per le edizioni Fabbri, realizza una collana dai titolo Spartiti per chitarra, in fascicoli con allegate audiocassette, distribuita nelle edicole. Si tratta di un'opera volta agli appassionati della chitarra, che presenta delle trascrizioni per questo strumento di celebri brani tratti da un repertorio popolare o di celebri cantautori.

### Revisore
Negli anni 1970 realizza trascrizioni e revisioni di opere chitarristiche, tra queste, realizzate per lo più in collaborazione con Carlo Carfagna: l'integrale in tre volumi degli Studi di Fernando Sor, l'integrale in quattro volumi dell'opera di Francisco Tárrega, le quattro Suite per liuto di Johann Sebastian Bach, l'Op. 48 di Mauro Giuliani, il Metodo per chitarra di Dionisio Aguado ed altre ancora. Realizza insieme a Carfagna il Dizionario chitarristico italiano (Berben, 1968).

### Compositore
Chitarra sola:
- Romanticismo è la Prima composizione di Mario Gangi di cui si abbia notizia pubblicato nella  rivista “Il Chitarrista” anno 1 n. 2-3 febbraio-marzo 1950
- La ronde folle [impressione] per chitarra a la memoria di Manuel M. Ponce Bèrben, Supplemento a “L'arte chitarristica” n. 30 novembre-dicembre 1951.Successivamente pubblicato con la Bèrben  BE1050 – 1959
- Cinzia, Flavia Farfisa  EF. 458 – 1959
- 6 Pezzi moderni per chitarra solista: Guitar chôro, Sofisticato, Delizioso, Verso l’oasi, Ametista, Panoramica Fono Film Ricordi  F.F.R. 275 – 1959
- Blues, Con tanta tenerezza Bèrben EB 564 – 1963
- Melodia popolare abruzzese, Saltarello romano - contenuti nella Raccolta di musiche per chitarra a cura di Carlo Carfagna Bèrben BE1178 – 1966
- 5 Pezzi per chitarra a plettro: Jennifer, Audrey, Susan, Daisy, Katrine Bèrben E. 1199 - 1967
- 22 Studi contenuti nella terza parte del Metodo per chitarra Ricordi  ER2715 - 1971
- Tre piccoli pezzi: Incantevole, Ninna nanna a Pabù, Fiaba - Bèrben E. 2156 B – 1977
- Tarantella - Bèrben BE 1049 - 1979
- Due pezzi: Berceuse per Sara, Preludio a Eva - Bèrben E. 2310 B – 1980
- Corso di chitarra Franco Cerri - Mario Gangi 60 fascicoli che raccolgono i brani:   Piccolo Valzer, Larghetto. Romantic Waltz, Piccolo Adagio, Rimembranza, Malagueña, Soleá, Zapateado, Habanera, Punteado, Studio sul tremolo, Arkan (poi raccolti nel volume curato da Roberto Fabbri “47 pezzi facili per chitarra classica”) Gruppo editoriale Fabbri - la prima edizione è del 1982 alla quale seguirono 4 ristampe.
- Spartiti per chitarra 24 fascicoli contenenti i Brani: Melodietta, Piccola ballata, Marianne, La pianola, Gavottina, Crepuscolo, Raccontino, Sara, Canzone breve, Tic tac, Sonatina in stile antico, Choretto, Novelletta, Eva, Senza titolo, Preludio, Romanza, Vals mignon, Danza, Terezinha, Balletto, Tema, Ninna nanna, Ostinato (poi raccolti nel volume curato da Roberto Fabbri “47 pezzi facili per chitarra classica”) Gruppo editoriale Fabbri 1983 (1ª ed.)
- For Charlie Parker - contenuto nel volume “8 Pezzi per chitarra di autori contemporanei” curato da Carlo Carfagna Ricordi 1CHI 133885 1985
- Sonatina tre tempi: Liberamente con fantasia, Andantino cantabile, Allegro - Bèrben BE4169 – 1998
- Corso preparatorio (1981) Gangi - Carfagna nella ristampa viene cambiato il nome in  A scuola di chitarra - inclusi 11studi facili (poi raccolti nel volume curato da Roberto Fabbri “47 pezzi facili per chitarra classica”) Ricordi E.R. 2801 - 1988
- Serenamente, Valzer per Elisa, A Michela a cura di Aligi Alibrandi Fons Musicae FMP 154
- fra classico e jazz: Incantevole, Ninna nanna a Pabù (a Carlo Carfagna), Fiaba, Con tanta tenerezza (a Jorge Oronzo), Berceuse per Sara, Preludio a Eva, Blues, Andrey, Jennifer, Daisy, Ricordo (a Roberto Fabbri) a cura di Roberto Fabbri Carisch ML2233 - 2003; seconda edizione riveduta ML2233.1 -  2019

Per 2 chitarre:
- Suite Spagnola – Andalusa, Fandango, Sevillana Bèrben BE 1510 - 1971 versione per flauto e chitarra con revisione Daniela Troiani e Antonio De Rose  BE 5654
- Suite Italiana (to the Guitar Duo Hill – Wiltschinsky) Allegro vivo, Adagio, Allegro spigliato Zanibon GZ6334 – 1989
- Suite Barocca Edited by Carlo Carfagna with the collaboration of Francesco Russo – Adagio, Minuetto, Allegro, Giga Ut Orpheus CH269 – 2017
- Fabulae - G. Zanibon G.6097 Z. – 1984
- Fantas  (al duo Ros - Garcia) - Bèrben BE 4168 – 1998

Per 3 chitarre:
- Improvviso Elderslie Music – 1995
- Suite latino americana al “S. Cecilia” Guitar Trio (Massimo Delle Cese, Gianluca Persichetti, Massimo Aureli), Revisione, Copia manoscritto, CD e parti staccate a cura di Francesco Russo - Sinfonica S.0581 - 2021
- Tre episodi - inedito

Canzoni
Gangi ha firmato alcuni lavori di musica leggera con lo pseudonimo Fidenzi (nome regolarmente registrato alla SIAE nel 1958). Numerosi sono stati i brani depositati e incisi, tra questi risultano pubblicati i seguenti:
- Primo incontro, Vecchia via,  'E scalelle d'o Paraviso voce Claudio Villa, Parole di Boneri Musica di Fidenzi Edizioni Musicali Bolero1959
- L’amuri, Nenia Testo e voce di Tony Cucchiara Musica di Fidenzi 1962

## Tributi
A lui hanno dedicato opere per chitarra Franco Margola, Nino Rota, Roman Vlad, Jacopo Napoli, Ennio Morricone, Goffredo Petrassi, Irma Ravinale e altri. Nel 2002 Massimo Delle Cese realizza un CD con i 22 studi inseriti nel terzo volume del Metodo. Al Convegno Internazionale di Alessandria ottiene la Chitarra d´oro in due occasioni: nel 1999 per la “Didattica” e nel 2005 per “Una Vita per la Chitarra”. Nel 2008, nell'ambito della Mostra di liuteria dell'Arts Academy, gli viene dedicata una giornata con conferenze e concerti. Nel 2009 Berben pubblica il CD di Antonio De Rose intitolato Omaggio a Gangi.

## Programmi radiofonici RAI
- Voci e strumenti in libertà, programma musicale con Umberto Chiocchio, Mario Gangi e Lia Origoni, trasmesso il 27 agosto 1949
- La locanda delle sette note, di e con Lia Origoni con l'orchestra di Piero Umiliani e Mario Gangi, 1963.